# پاویترا
پاویترا (به انگلیسی: Pavithra) فیلمی هندی محصول سال ۱۹۹۴ و به کارگردانی کی. سوباش است. در این فیلم بازیگرانی همچون رادیکا ساراتکومار، نثار، آجیت کومار و کرتانا ایفای نقش کرده‌اند.